# Zaleszczyki Stare
Zaleszczyki Stare (ukr. Старі Заліщики) – dawniej samodzielna wieś, od 1934 w granicach miasta Zaleszczyki na Ukrainie, w jego wschodniej części.
Obejmowały obszar wiejski na północ i wschód od Zaleszczyk. Od zachodu graniczyły z Pieczarną i Żeżawą, od północy z Dźwiniaczem, od północnego wschodu z Dobrowlanami, od południowego zachodu z miastem Zaleszczyki, a od zachodu i południowego wschodu (w zakolu Dniestru) z Rumunią. Centrum wsi znajdowało się w okolicy współczesnej ulicy Naływajka.

## Historia
Zaleszczyki Stare to dawniej samodzielna wieś. W II Rzeczypospolitej stanowiła gminę jednostkową Zaleszczyki Stare w powiecie zaleszczyckim w województwie tarnopolskim.
9 kwietnia 1934 gminę Zaleszczyki Stare zniesiono, a Zaleszczyki Stare włączono do Zaleszczyk, w związku z czym powierzchnia Zaleszczyk zwiększyła się sześciokrotnie. 
28 lutego 1944 nacjonaliści ukraińscy z OUN-UPA zamordowali tutaj 39 Polaków.
Po wojnie wraz z Zaleszczykami włączone w struktury ZSRR.